# ديفيد راي (شاعر)
ديفيد راي (بالإنجليزية: David Ray)‏ هو شاعر أمريكي، ولد في 20 مايو 1932.

## وصلات خارجية
- ديفيد راي على موقع ميوزك برينز (الإنجليزية)
- ديفيد راي على موقع ديسكوغز (الإنجليزية)